# Чемпіонат Європи з волейболу серед жінок
Чемпіона́т Європи з волейбо́лу серед жінок — міжнародний турнір із волейболу, який проводять раз на 2 роки під егідою ЄКВ.

## Історія
Перший турнір провели у 1949 році. З 1948 проводиться аналогічний турнір серед чоловіків.
З 1963 року змагання проводяться під егідою Європейської конфедерації волейболу (до 1973 — Європейська комісія волейболу).

## Призери чемпіонатів Європи
| 1949 Деталі | Чехословаччина                       | СРСР           | Груповий раунд | Чехословаччина | Польща         | Груповий раунд | Румунія        | 7  |
| 1950 Деталі | Болгарія                             | СРСР           | Груповий раунд | Польща         | Чехословаччина | Груповий раунд | Болгарія       | 6  |
| 1951 Деталі | Франція                              | СРСР           | Груповий раунд | Польща         | Югославія      | Груповий раунд | Франція        | 6  |
| 1955 Деталі | Румунія                              | Чехословаччина | Груповий раунд | СРСР           | Польща         | Груповий раунд | Румунія        | 6  |
| 1958 Деталі | Чехословаччина                       | СРСР           | Груповий раунд | Чехословаччина | Польща         | Груповий раунд | Румунія        | 12 |
| 1963 Деталі | Румунія                              | СРСР           | Груповий раунд | Польща         | Румунія        | Груповий раунд | НДР            | 13 |
| 1967 Деталі | Туреччина                            | СРСР           | Груповий раунд | Польща         | Чехословаччина | Груповий раунд | НДР            | 15 |
| 1971 Деталі | Італія                               | СРСР           | Груповий раунд | Чехословаччина | Польща         | Груповий раунд | Болгарія       | 18 |
| 1975 Деталі | Югославія                            | СРСР           | Груповий раунд | Угорщина       | НДР            | Груповий раунд | Болгарія       | 12 |
| 1977 Деталі | Фінляндія                            | СРСР           | 3–0            | НДР            | Угорщина       | 3–2            | Польща         | 12 |
| 1979 Деталі | Франція                              | СРСР           | Груповий раунд | НДР            | Болгарія       | Груповий раунд | Угорщина       | 12 |
| 1981 Деталі | Болгарія                             | Болгарія       | Груповий раунд | СРСР           | Угорщина       | Груповий раунд | НДР            | 12 |
| 1983 Деталі | НДР                                  | НДР            | Груповий раунд | СРСР           | Угорщина       | Груповий раунд | Болгарія       | 12 |
| 1985 Деталі | Нідерланди                           | СРСР           | Груповий раунд | НДР            | Нідерланди     | Груповий раунд | Чехословаччина | 12 |
| 1987 Деталі | Бельгія                              | НДР            | 3–2            | СРСР           | Чехословаччина | 3–0            | Болгарія       | 12 |
| 1989 Деталі | ФРН                                  | СРСР           | 3–1            | НДР            | Італія         | 3–0            | Румунія        | 12 |
| 1991 Деталі | Італія                               | СРСР           | 3–0            | Нідерланди     | Німеччина      | 3–1            | Італія         | 12 |
| 1993 Деталі | Чехія                                | Росія          | 3–0            | Чехословаччина | Україна        | 3–1            | Італія         | 12 |
| 1995 Деталі | Нідерланди                           | Нідерланди     | 3–0            | Хорватія       | Росія          | 3–0            | Німеччина      | 12 |
| 1997 Деталі | Чехія                                | Росія          | 3–0            | Хорватія       | Чехія          | 3–0            | Болгарія       | 12 |
| 1999 Деталі | Італія                               | Росія          | 3–0            | Хорватія       | Італія         | 3–0            | Німеччина      | 8  |
| 2001 Деталі | Болгарія                             | Росія          | 3–2            | Італія         | Болгарія       | 3–1            | Україна        | 12 |
| 2003 Деталі | Туреччина                            | Польща         | 3–0            | Туреччина      | Німеччина      | 3–2            | Нідерланди     | 12 |
| 2005 Деталі | Хорватія                             | Польща         | 3–1            | Італія         | Росія          | 3–0            | Азербайджан    | 12 |
| 2007 Деталі | Бельгія Люксембург                   | Італія         | 3–0            | Сербія         | Росія          | 3–1            | Польща         | 16 |
| 2009 Деталі | Польща                               | Італія         | 3–0            | Нідерланди     | Польща         | 3–0            | Німеччина      | 16 |
| 2011 Деталі | Італія Сербія                        | Сербія         | 3–2            | Німеччина      | Туреччина      | 3–2            | Італія         | 16 |
| 2013 Деталі | Німеччина Швейцарія                  | Росія          | 3–1            | Німеччина      | Бельгія        | 3–2            | Сербія         | 16 |
| 2015 Деталі | Нідерланди Бельгія                   | Росія          | 3–0            | Нідерланди     | Сербія         | 3–0            | Туреччина      | 16 |
| 2017 Деталі | Азербайджан Грузія                   | Сербія         | 3–1            | Нідерланди     | Туреччина      | 3–1            | Азербайджан    | 16 |
| 2019 Деталі | Угорщина Польща Словаччина Туреччина | Сербія         | 3–2            | Туреччина      | Італія         | 3–0            | Польща         | 24 |
| 2021 Деталі | Сербія Болгарія Хорватія Румунія     | Італія         | 3–1            | Сербія         | Туреччина      | 3–0            | Нідерланди     | 24 |
| 2023 Деталі | Бельгія Італія Естонія Німеччина     | Туреччина      | 3–2            | Сербія         | Нідерланди     | 3–0            | Італія         | 24 |

## Розподіл медалей за країнами
| Місце                | Країна               | Золото | Срібло | Бронза | Загалом |
| -------------------- | -------------------- | ------ | ------ | ------ | ------- |
| 1                    | СРСР                 | 13     | 4      | 0      | 17      |
| 2                    | Росія                | 6      | 0      | 3      | 9       |
| 3                    | Сербія               | 3      | 3      | 1      | 7       |
| 4                    | Італія               | 3      | 2      | 3      | 8       |
| 5                    | Польща               | 2      | 4      | 5      | 11      |
| 6                    | НДР                  | 2      | 4      | 1      | 7       |
| 7                    | Чехословаччина       | 1      | 4      | 3      | 8       |
| 8                    | Нідерланди           | 1      | 4      | 2      | 7       |
| 9                    | Туреччина            | 1      | 2      | 3      | 6       |
| 10                   | Болгарія             | 1      | 0      | 2      | 3       |
| 11                   | Хорватія             | 0      | 3      | 0      | 3       |
| 12                   | Німеччина            | 0      | 2      | 2      | 4       |
| 13                   | Угорщина             | 0      | 1      | 3      | 4       |
| 14                   | Югославія            | 0      | 0      | 1      | 1       |
| 14                   | Бельгія              | 0      | 0      | 1      | 1       |
| 14                   | Румунія              | 0      | 0      | 1      | 1       |
| 14                   | Україна              | 0      | 0      | 1      | 1       |
| 14                   | Чехія                | 0      | 0      | 1      | 1       |
| Загалом (18 збірних) | Загалом (18 збірних) | 33     | 33     | 33     | 99      |